# Siderophyr
Die Siderophyre bilden eine Untergruppe der Stein-Eisen-Meteorite. Ihr Hauptvertreter ist der Meteorit Steinbach, der aus einer einzigartigen Mischung von rotbraunen Pyroxenen in einer IVA-Nickeleisenmatrix besteht. Der Meteorit ist möglicherweise ein Gegenstück zu den Pallasiten, die aus der Zone zwischen dem metallischen Kern und dem silikatischen Mantel von differenzierten Asteroiden stammen.

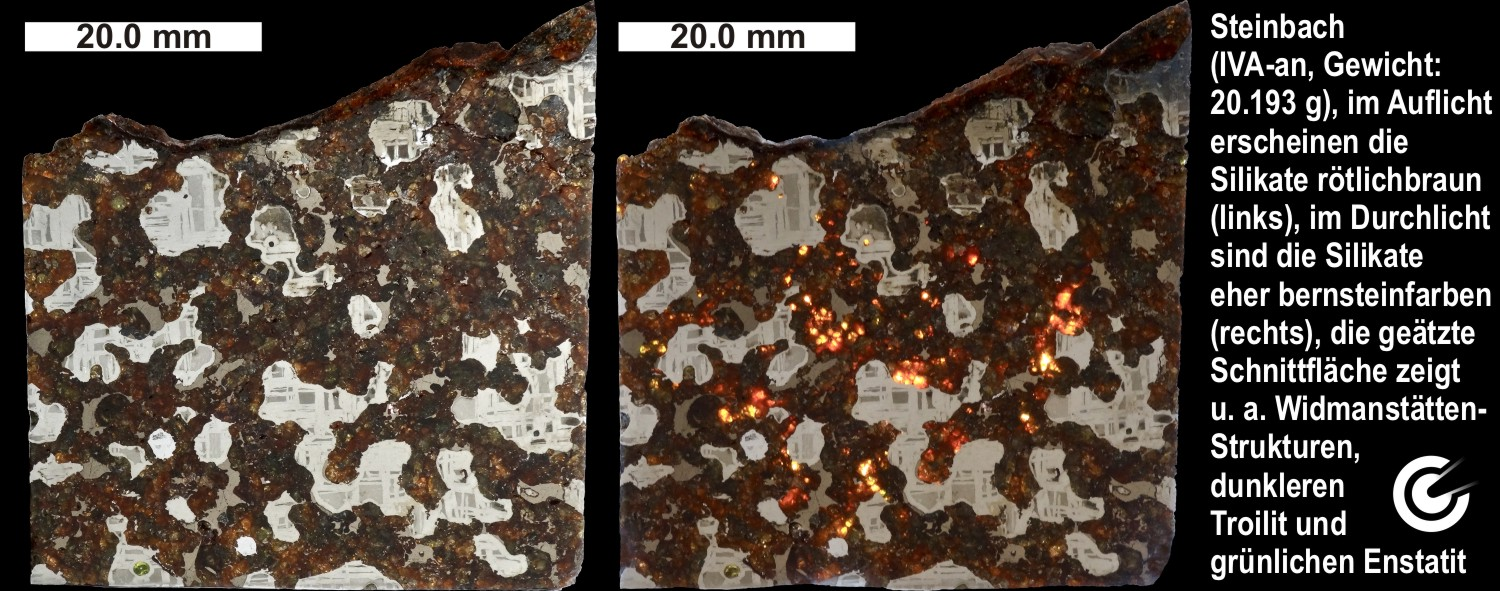
Meteorit Steinbach (IVA-an), im Auflicht erscheinen die Silikate (Pyroxene) rötlichbraun (links), im Durchlicht erscheinen sie bernsteinfarben (rechts), die geätzte Schnittfläche zeigt u. a. nickelhaltiges Eisen (Kamacit, Taenit) mit Widmanstätten-Strukturen, dunkleren Troilit und körnigem, grünlichen Enstatit (links unten).